# 马岛短脚鹎
馬島黑鵯（学名：Hypsipetes madagascariensis），又名马岛黑鹎，为鹎科短脚鹎属的鸟类，分布於马达加斯加及鄰近島嶼。
其种加词“madagascariensis”意为“马达加斯加的”。